# Comair Limited
Comair Limited foi uma companhia aérea sul-africana com início das operações em 1946, subsidiária sul-africana da British Airways para a África Austral.
A Comair foi uma companhia aérea de baixo custo e a primeira empresa aérea africana a utilizar o Boeing 737 MAX. Comair lançou a primeira companhia aérea lowcost da África do Sul, kulula.com em 2001.

## Frota

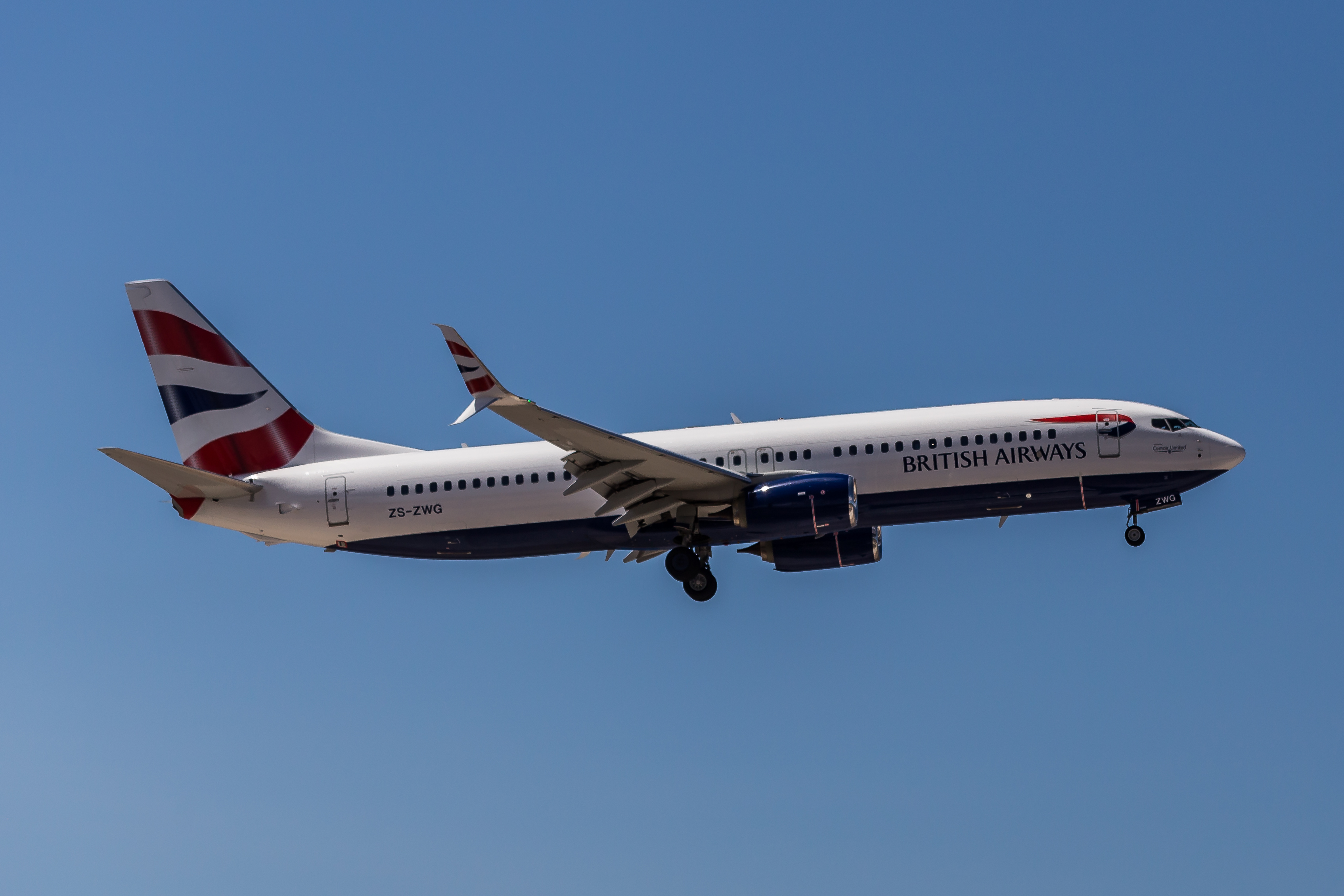
Boeing 737-800 da Comair com pintura da British Airways.

- 11 Boeing 737-400
- 17 Boeing 737-800